# Odpoczynek podczas ucieczki do Egiptu (obraz Gerarda Davida)
Odpoczynek w czasie ucieczki do Egiptu – obraz olejny niderlandzkiego malarza Gerarda Davida

## Opis
Malarz zaczerpnął temat obrazu z apokryficznej opowieści o ucieczce Świętej Rodziny do Egiptu: 

Po trzech dniach takiego podróżowania Maryja poczuła zmęczenie od nadmiernego żaru pustyni. Widząc palmę powiedziała do Józefa:"Odpocznę nieco pod jej cieniem". Józef z pospiechem zawiózł ją pod palmę i pomógł zejść z osła. Kiedy Maryja spoczęła pod drzewem przyglądając się liściom palmy, spostrzegła wiele owoców i powiedziała do Józefa: "Chciałabym, jeśli to możliwe, pokosztować owoców tej palmy" (PsMt 20)

David przedstawił dwa wątki tej opowieści na jednym obrazie, odbiegając od pierwowzoru. Na pierwszym planie w tradycyjny sposób, w błękitnej opończy i niebieskiej sukni, przedstawił siedzącą Marię z Dzieciątkiem. Jezus trzyma kiść winogron z którego skubie Maria. Motyw, choć nie opisany w apokryfach, nawiązuje do  prawdziwego krzewu winnego za jakiego tytułował się Chrystus. Również w średniowiecznej ikonografii Chrystus określany była jako boska winorośl, która wzrastała w świętej winnicy (Marii). W tle, po prawej stronie, widać Józefa strzepującego owoce z drzewa. Według Ewangelii, drzewo palmowe na rozkaz małego Jezusa pochyliło się by łatwiej można było zrywać z niego owoce. David zastąpił ten fragment realistyczną sceną. W wielu innych dziełach ukazujących podobną scenę Józef pogrążony jest we śnie, m.in. u Gentileschiego czy van Dycka
Odpoczynek.. jest jednym z ostatnich dzieł Davida. Artysta wykorzystał stonowane barwy tworząc intymny pejzaż z pogodną polaną leśną i z uprawnymi polami. Krajobraz pustynny występujący w oryginalnej opowieści, malarze zastępowali lasami, które stanowiły schronienie dla pustelników i mnichów.